# 约翰·卡夫
约翰·“杰克”·希格森·卡夫（英语：John "Jack" Higson Cover Jr，1920年4月6日—2009年2月7日）出生于美国纽约市，于芝加哥长大，是泰瑟枪的发明者。卡夫的父亲是经济学教授，母亲在芝加哥大学获得数学硕士学位，他本人则在芝加哥大学获得了核物理学位。1970年，卡夫成立了泰瑟系统公司，并以冒险小说主角汤姆·斯威夫特将发明的电击枪命名为Thomas A. Swift's Electric Rifle（中文：汤姆·斯威夫特电击枪，缩写：TASER，即泰瑟）。在晚年时，卡夫患有阿尔茨海默病，2009年2月7日，卡夫因肺炎在加利福尼亚州米申维耶霍逝世，享年88岁。